# 偏鍺酸鈉
锗酸钠是一种无机化合物，化学式为Na2GeO3，它是无色固体。

## 制备
锗酸钠可由二氧化锗和氢氧化钠在高温共熔得到。

## 结构
Na2GeO3包含多聚的GeO32−阴离子，顶点共享{GeO4}四面体。

## 应用
锗酸钠主要用于制备其它锗化合物。